# Rosengarten (Landschaftsschutzgebiet)
Das Gebiet Rosengarten ist ein mit Verordnung vom 25. September 1940 ausgewiesenes Landschaftsschutzgebiet (LSG-Nummer 4.37.021) auf der Gemarkung der baden-württembergischen Stadt Bad Saulgau im Landkreis Sigmaringen in Deutschland.

## Lage
Das rund 23 Hektar große Schutzgebiet „Rosengarten“ gehört zum Naturraum „Donau-Ablach-Platten“. Es liegt ungefähr anderthalb Kilometer südwestlich der Bad Saulgauer Stadtmitte, entlang der westlich verlaufenden Sießener Straße (L 280), auf einer Höhe von durchschnittlich 627 m ü. NHN.